# 鶴岡小学校 (函館市)
鶴岡小学校（つるおかしょうがっこう）とは、北海道函館市に存在していた私立小学校である。

## 概要
1877年（明治10年）12月7日、当時の受益者負担の原則に対応できなかった貧困層の児童も通学できるように有志の拠金よって開校した私立小学校である。開校当初の校名は鶴岡学校で、当時の鶴岡町133に設立された（旧・駅逓跡）。函館市中央図書館に収蔵されている古地図「函館市街全図　明治11年」には鶴岡町5丁目函館港側付近に鶴岡学校と書かれている。
開校地は貧困層が多いとしているが実際は富裕層がいるまでではないもののそうでもなかった。都市スラムの貧民学校にみられるような児童のための入浴施設が設けられるとか理髪が行われたことがない。児童は最低限の清潔保持ができていた。
1929年（昭和4年）3月廃校した。